# Nevada Smith
 Nevada Smith és un western estatunidenc dirigit per Henry Hathaway i estrenat el 1966. Ha estat doblada al català.
El guió és tret d'un passatge de la novel·la de Harold Robbins, The Carpetbaggers, que va ser un escàndol als Estats Units en els anys 1960. La pel·lícula Nevada Smith és una preqüela que lliga a la joventut del personatge principal. Una altra pel·lícula The Carpetbaggers, treta de la mateixa novel·la i explicant la vida adult de Nevada Smith, es va estrenar dos anys abans, amb Alan Ladd en el paper principal.

## Argument[2]
Max viu amb el seu pare, blanc, i la seva mare, Kiowa. Viuen en una casa aïllada als pujols on busquen desesperadament or. Quan els seus pares troben la mort en condicions atroces, torturats i desfigurats, només té una idea: trobar els tres agressors i matar-los. Crema completament la seva casa i després, armat amb la seva única determinació, es llança sobre el seu rastre.

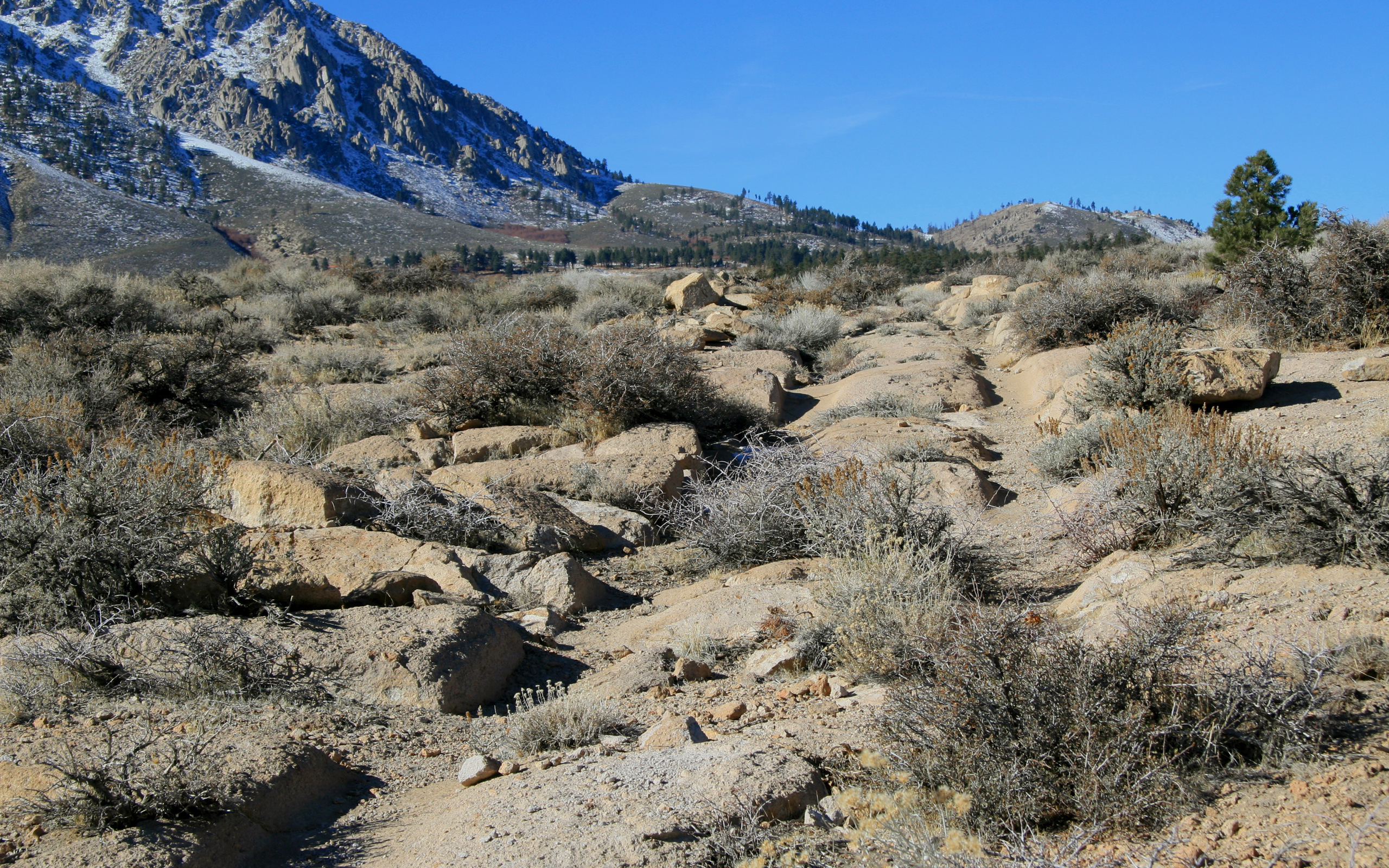
La vall de l'Owens on Max erra abans de retrobar Jonas Cord.

Troba un grup de tres homes que acampen entre els arbres. Allunya els seus cavalls però es deixa sorprendre i desarmar per aquests. S'adona llavors que no es tracta dels assassins que recerca. Després d'haver-los explicat el seu error, Max és convidat a passar la vesprada amb ells. Desgraciadament, al petit matí, Max es desperta sol: els seus hostes han marxat amb el seu cavall i el seu fusell. Es troba a peu enmig del desert. Intentant trobar què menjar, descobreix una vella arma enterrada a la sorra. Una mica més tard, veu un riu i, a la vora, un home amb quatre cavalls i nombroses mercaderies. Intenta apuntar aquest últim amb l'arma per robar-li un cavall i aliments, però es deixa agafar ingènuament pel viatger. Aquest resulta ser un pròsper venedor d'armes de nom Jonas Cord. Ofereix menjar a Max i l'acull. Quan Max li explica el seu propòsit, Cord li ensenya els trucs de l'ofici d'assassí. Li ensenya a beure whisky, a jugar a cartes, etc. Després d'algun temps, els seus camins s'acaben separant.

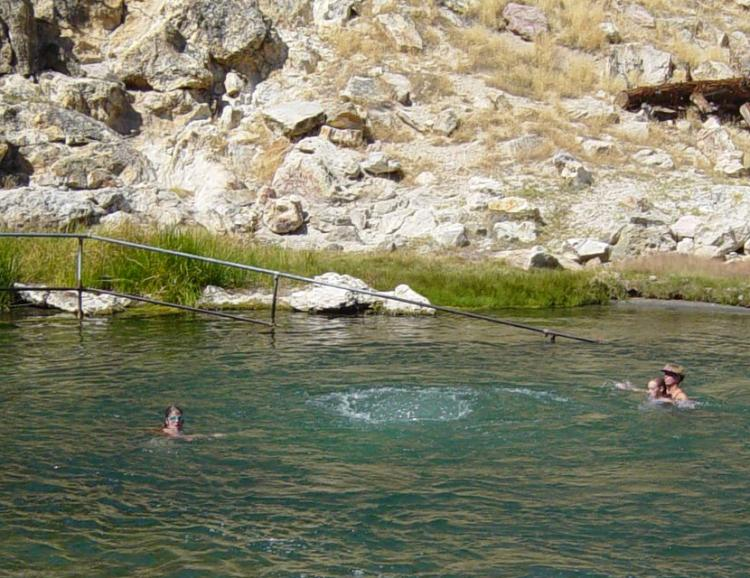
Lloc de l'escena de bany de Max i Neesa

Max és contractat com a vaquer i s'ocupa d'un ramat de bestiar amb el qual va a Abilene. Hi coneix Neesa, una ballarina de saloon d'origen Kiowa, com ell. Aquesta li comunica que un cert jugador de cartes del saloon respon a la descripció física de Jesse Coe, un dels tres homes que persegueix. Max localitza al tancat un cavall que ell reconeix ser el de Jesse. L'home es fa ara dir Jack Langley. Max el desemmascara al mig del saloon i els dos homes s'acaben barallant a ganivetades. Max mata Jesse però queda greument ferit a l'abdomen. És recosit per un metge a ciutat però és expulsat pel xèrif per l'homicidi que ha comès. Neesa llavors es cuida d'ell. Porta Max a la seva tribu, on es queden diversos dies per restablir-se. Durant aquest temps neix entre ell i Neesa una relació d'amor. Ella aprèn a llegir, però un dia la deixa per continuar la seva cerca. Va a casa de Jesse per intentar trobar informacions sobre els dos altres homes. Allà, és descobert per Angie Cole, dona del difunt, que li agraeix haver matat el seu marit. Li divulga un nom: el de Bill Bowdre, i li diu que ha estat detingut a Louisiana.

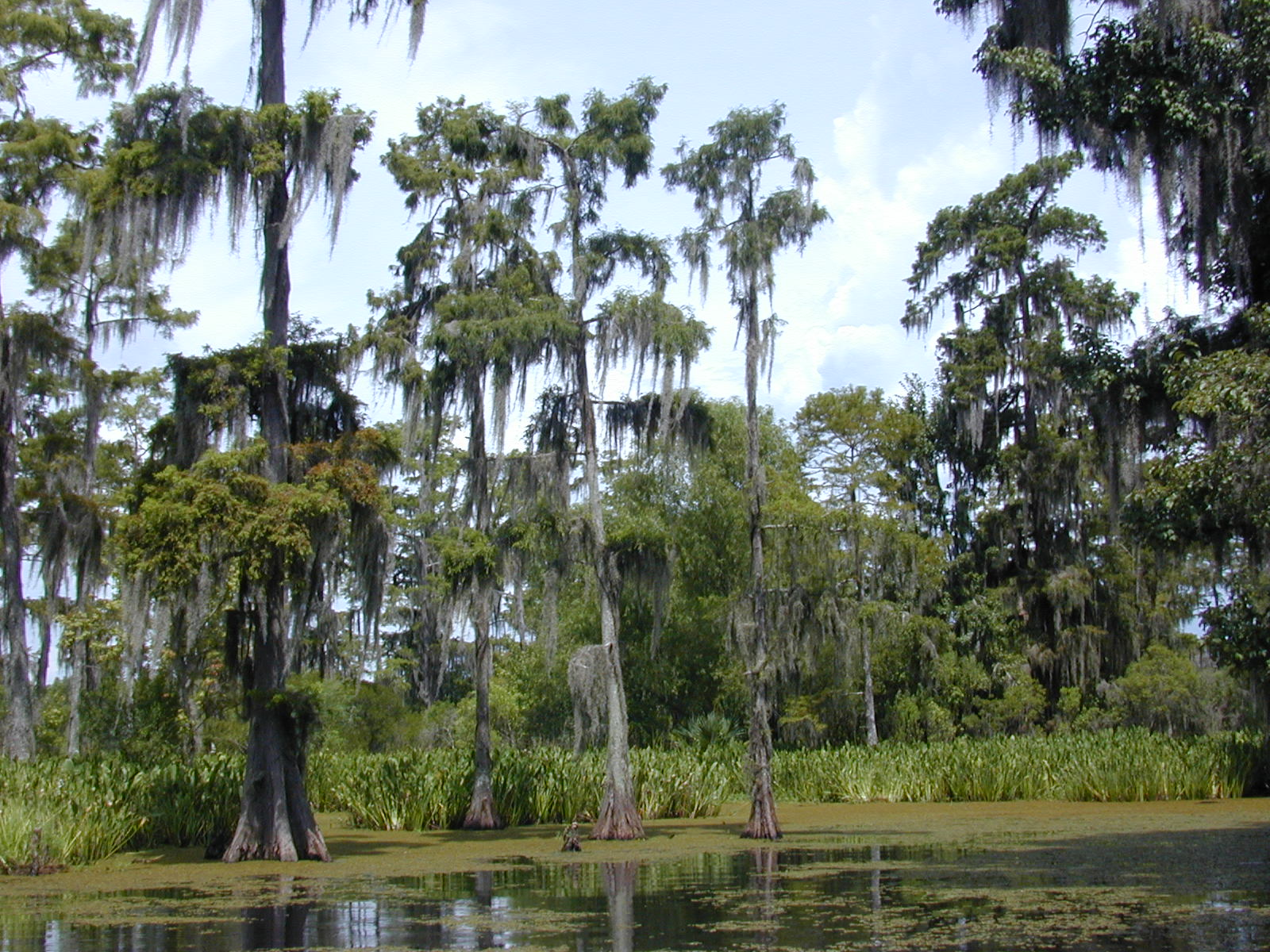
Els bayous on Max troba Bowdre

Max baixa el Mississipi en vaixell i llegeix al diari que Bowdre ha estat enviat al camp de presoners de l'Estat de Louisiana. Decideix llavors atracar un banc per ser enviat al mateix indret. El camp es troba en els bayous i les condicions de vida són atroços. Max hi troba Bowdre que no reconeix el fill de la parella que ha assassinat. Troba també Pilar, una noia de la regió que treballa als arrossars veïns. La convenç d'ajudar-lo a evadir-se procurant-li un vaixell, i li promet casar-se i ocupar-se d'ella. Convida Bowdre a escapar-se amb ells, i tots tres marxen en una piragua a través dels aiguamolls. Havent amagat una arma del camp de presoners abans de marxar, Max abat Bowdre, forçant-lo abans a revelar la identitat del tercer agressor dels seus pares. Es tracta de Tom Fitch, que ha marxat cap a les mines d'or a Califòrnia. Pilar és mossegada per una serp i mor un temps més tard. Max arriba finalment a deixar els bayous sol.

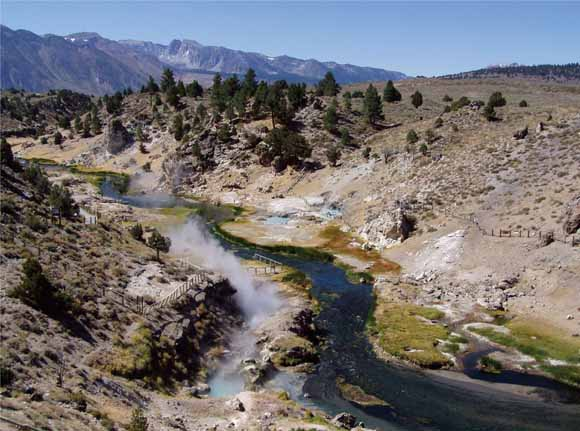
La riu on té lloc el duel final.

 En el comtat d'El Dorado a Califòrnia, Max es presenta com el germà de Tom Fitch, i demanda a la gent on el pot trobar. El truà per la seva part vigila: sap que Max ja ha trobat i matat els seus dos antics acòlits. El cap de Max és d'altra banda recompensat per homicidi, atac a mà armada i evasió.

Conseqüentment, el xèrif Bonnell el deté i va a la presó. Però Max es fa passar per Tom Fitch i els homes d'aquest últim ataquen la presó per alliberar-lo. Reconeixent immediatament que es tracta d'un impostor, aquests homes l'arrosseguen amb una corda fins a un riu. Són aturats un frare franciscà, el pare Zaccardi, que els ordena parar aquesta tortura. Un dels homes que és molt creeient, força els altres a escoltar el monjo. Max és llavors acollit pel Pare a la seva església. Aquest li ensenya el perdó i li fa descobrir la Bíblia. Li demana de posar fi a la seva cerca de venjança, però Max no l'escolta i continua el seu camí. Troba la banda de Fitch i, després d'haver arreglat els seus comptes amb el que el va arrossegar amb la corda, a Max li proposen entrar a la banda de Fitch. El malfactor no reconeix Max Sand que afirma dir-se Nevada Smith. Però Fitch sospita, sabent que Max el persegueix. Intenta desemmascarar-lo per tots els mitjans, però, no aconseguint-ho, es decideix a creure en l'honestedat de Nevada Smith. La banda organitza llavors un cop per atacar una comitiva d'or. Després de l'assalt, els homes es llancen tots cap al botí i Fitch es troba sol. Max ho aprofita encalçar-lo i l'acorrala darrere una roca en un riu. El bandit intenta evitar Max per l'ardit però, amb l'experiència guanyada en el transcurs de les seves aventures, aquest últim no es deixa enganyar. Desarma el seu opositor i li treu una bala de cada cama. Per acabar, Max diu a Fitch: 
| « | Ets massa fastigós perquè et mati | » |

 i se'n va tranquil·lament a cavall.

## Repartiment

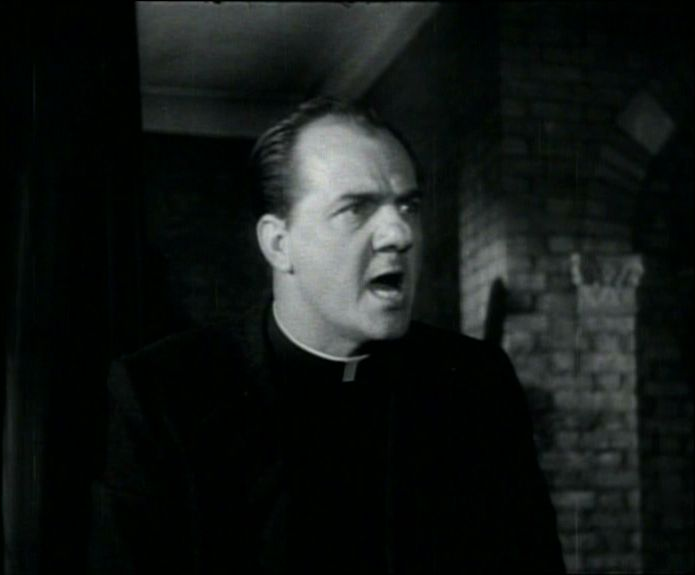
Karl Malden

- Steve McQueen: Max Sand / Nevada Smith
- Karl Malden: Tom Fitch
- Brian Keith: Jonas Cord
- Arthur Kennedy: Bill Bowdre
- Suzanne Pleshette: Pilar
- Raf Vallone: el pare Zaccardi
- Janet Margolin: Neesa
- Pat Hingle: Big Foot
- Howard Da Silva: el guardià del camp de presoners
- Martin Landau: Jesse Coe / Jack Langley
- Paul Fix: el xèrif Bonnell
- Gene Evans: Sam Sand
- Josephine Hutchinson: Sra. Elvira McCandles
- John Doucette: l'oncle Ben McCandles
- Val Avery: Buck Mason
- Sheldon Allman: el xèrif
- Lyle Bettger: Jack Rudabough
- Bert Freed: Quince
- David McLean: Romero
- Steve Mitchell: Buckshot
- Merritt Bohn: el pilot del vaixell al riu
- Sandy Kenyon: l'empleat de banca
- Ric Roman: Cipriano
- John Lawrence: Hogg
- Stanley Adams: el venedor de la revista
- George Mitchell: el caixer
- John Litel: El Doctor
- Ted de Corsia: Hudson
- Chief Yowlachie (no surt als crèdits): el bruixot

## Al voltant de la pel·lícula
- A la novel·la de la qual és treta la pel·lícula, Max Sand té setze anys al començament de la història. El guió ha hagut de ser adaptat per acceptar els trenta-cinc anys de Steve McQueen.
- Per a les necessitats de la pel·lícula, l'equip ha filmat no menys de quaranta-sis indrets diferents entre l'Inyo National Forest i la Owens Valley, a Sierra Nevada.
- L'escena de baralla entre Steve McQueen i Martin Landau té lloc en un estable. En el guió original, Max s'ajup darrere una palissada, obre la porta del tancat i deixa sortir el bestiar. Ara bé, durant el rodatge de l'escena, alguns animals han agafat bé la sortida, però d'altres han enfonsat la palissada, obligant l'actor a fugir del bestiar desfermat. El realitzador ha conservat amb tot aquest incident a la pel·lícula i ha afegit altres passatges rodats a estudi per assegurar la continuïtat de l'acció.
- Per trobar un dels assassins dels seus pares, Max es deixa agafar i es troba condemnat al presidi als aiguamolls de Louisiane. Steve McQueen reviurà una situació similar a la pel·lícula Papillon, estrenada el 1973.
- El nom Nevada Smith inspirarà més tard George Lucas per Indiana Jones, anomenant-lo en un principi Indiana Smith abans de canviar el seu nom per petició de Steven Spielberg.